# Championnat de France FFSA GT 2010
Navigation
Édition précédente Édition suivante
La saison 2010 du Championnat de France FFSA GT est la quatorzième édition de cette compétition et se déroule du 4 avril au 17 octobre 2010. Elle comprend sept manches organisées au sein de la dernière saison de la Super Série FFSA.
Ce championnat a été remporté par Patrick Bornhauser et Laurent Groppi au volant d'une Porsche 911 GT3 R (997) de l'écurie  Larbre Compétition. Le classement du Gentlemen Trophy revient à David Loger et Éric Mouez au volant d'une Porsche 997 Cup S de l'écurie Nourry compétition.

## Calendrier
| Manche | Manche | Date         | Meeting                                                  | Circuit                       | Lieu         | Région/Pays                  |
| ------ | ------ | ------------ | -------------------------------------------------------- | ----------------------------- | ------------ | ---------------------------- |
| 1      | C1     | 4 avril      | Super Série FFSA Nogaro / Coupes de Pâques               | Circuit Paul Armagnac         | Nogaro       | Midi-Pyrénées, France        |
| 1      | C2     | 5 avril      | Super Série FFSA Nogaro / Coupes de Pâques               | Circuit Paul Armagnac         | Nogaro       | Midi-Pyrénées, France        |
| 2      | C1     | 24 avril     | Super Série FFSA Lédenon / Grand Prix de Nîmes-Lédenon   | Circuit de Lédenon            | Lédenon      | Languedoc-Roussillon, France |
| 2      | C2     | 25 avril     | Super Série FFSA Lédenon / Grand Prix de Nîmes-Lédenon   | Circuit de Lédenon            | Lédenon      | Languedoc-Roussillon, France |
| 3      | C1     | 8 mai        | Super Série FFSA Dijon / Grand Prix Dijon-Côte d'Or      | Circuit Dijon-Prenois         | Prenois      | Bourgogne, France            |
| 3      | C2     | 9 mai        | Super Série FFSA Dijon / Grand Prix Dijon-Côte d'Or      | Circuit Dijon-Prenois         | Prenois      | Bourgogne, France            |
| 4      | C1     | 26 juin      | Super Série FFSA Val de Vienne / Coupes du Val de Vienne | Circuit du Val de Vienne      | Le Vigeant   | Poitou-Charentes, France     |
| 4      | C2     | 27 juin      | Super Série FFSA Val de Vienne / Coupes du Val de Vienne | Circuit du Val de Vienne      | Le Vigeant   | Poitou-Charentes, France     |
| 5      | CE     | 28 août      | 2H Magny-Cours / Porsche Club Motorsport                 | Circuit de Nevers Magny-Cours | Magny-Cours  | Bourgogne, France            |
| 6      | C1     | 11 septembre | Super Série FFSA Albi / Grand Prix d'Albi                | Circuit d'Albi                | Le Séquestre | Midi-Pyrénées, France        |
| 6      | C2     | 12 septembre | Super Série FFSA Albi / Grand Prix d'Albi                | Circuit d'Albi                | Le Séquestre | Midi-Pyrénées, France        |
| 7      | C1     | 16 octobre   | Super Série FFSA finale Magny-Cours                      | Circuit de Nevers Magny-Cours | Magny-Cours  | Bourgogne, France            |
| 7      | C2     | 17 octobre   | Super Série FFSA finale Magny-Cours                      | Circuit de Nevers Magny-Cours | Magny-Cours  | Bourgogne, France            |

## Résultats
| Manche | Manche | Circuit                       | Date         | Vainqueurs au général                        | Vainqueurs du Gentlemen Trophy   |
| ------ | ------ | ----------------------------- | ------------ | -------------------------------------------- | -------------------------------- |
| 1      | 1      | Circuit Paul Armagnac         | 4 avril      | Gérard Tonelli Julien Canal                  | David Loger Éric Mouez           |
| 1      | 2      | Circuit Paul Armagnac         | 5 avril      | Olivier Panis Éric Debard                    | David Loger Éric Mouez           |
| 2      | 1      | Circuit de Lédenon            | 24 avril     | Bruno Hernandez Soheil Ayari                 | Gilles Vannelet Georges Cabanne  |
| 2      | 2      | Circuit de Lédenon            | 25 avril     | François Jakubowski (de) Frédéric Makowiecki | Arthur Bleynie Stéphane Romecki  |
| 3      | 1      | Circuit de Dijon-Prenois      | 8 mai        | Arnaud Peyroles Renaud Derlot                | Thierry Prignaud Romain Brandela |
| 3      | 2      | Circuit de Dijon-Prenois      | 9 mai        | Patrick Bornhauser Laurent Groppi            | Arthur Bleynie Stéphane Romecki  |
| 4      | 1      | Circuit du Val de Vienne      | 26 juillet   | Gérard Tonelli Julien Canal                  | David Loger Éric Mouez           |
| 4      | 2      | Circuit du Val de Vienne      | 27 juillet   | Arnaud Peyroles Renaud Derlot                | Patrice Madeleine Florent Priez  |
| 5      |        | Circuit de Nevers Magny-Cours | 9 juillet    | Patrick Bornhauser Laurent Groppi            | Gilles Vannelet Georges Cabanne  |
| 6      | 1      | Circuit d'Albi                | 11 septembre | David Hallyday Stéphane Ortelli              | Arthur Bleynie Stéphane Romecki  |
| 6      | 2      | Circuit d'Albi                | 12 septembre | Marc Sourd Dino Lunardi                      | Patrice Madeleine Florent Priez  |
| 7      | 1      | Circuit de Nevers Magny-Cours | 16 octobre   | Patrick Bornhauser Laurent Groppi            | David Loger Éric Mouez           |
| 7      | 2      | Circuit de Nevers Magny-Cours | 17 octobre   | Jean-Claude Lagniez Julien Birché            | Gilles Vannelet Georges Cabanne  |

## Classements

### Général
| Pos. | Pilote             | Écurie                   | Voiture                 | Points |
| ---- | ------------------ | ------------------------ | ----------------------- | ------ |
| 1    | Patrick Bornhauser | Larbre Compétition       | Porsche 911 GT3 R (997) | 165    |
|      | Laurent Groppi     | Larbre Compétition       | Porsche 911 GT3 R (997) | 165    |
| 3    | Renaud Derlot      | Graff Racing             | Chevrolet Corvette Z 06 | 125    |
|      | Arnaud Peyroles    | Graff Racing             | Chevrolet Corvette Z 06 | 158    |
| 5    | David Hallyday     | Oreca Audi France        | Audi R8 LMS             | 126    |
|      | Stéphane Ortelli   | Oreca Audi France        | Audi R8 LMS             | 126    |
| 7    | Soheil Ayari       | Oreca Audi France        | Audi R8 LMS             | 110    |
|      | Bruno Hernandez    | Oreca Audi France        | Audi R8 LMS             | 110    |
| 9    | Wilfried Merafina  | Saintéloc Phoenix Racing | Audi R8 LMS             | 90     |
| 10   | Gregory Franchi    | W Racing Team            | Audi R8 LMS             | 86     |
|      | Stéphane Lémeret   | W Racing Team            | Audi R8 LMS             | 86     |